# 舒加艾耶
舒加艾耶（阿拉伯语：‎；拉丁转写：Shujayya）也被写作Shijaiyeh、Shujayya、Shuja'ia、Shuja'iyya、Sajaiyeh 和Chajaya，是巴勒斯坦加沙市的社区，位于市中心以东，总人口100,000。舒加艾耶的在阿拉伯语中的含义是“勇敢的”，该社区始建于艾优卜王朝，用以纪念在十字军东征期间（公历1239年/伊斯兰教历637年）“勇敢的库尔德人”（阿拉伯语："شجاع الكردي"）战死的指挥官（‎）。该区分为南北两个部分。这个社区包含有几处古代建筑、清真寺和陵墓。第一次世界大战阵亡将士墓地在商业中心北侧2（1.2英里）。

## 现代
1967年，建有舒加艾耶女校（Shuja'iya Primary School for Girls），2011年有在校学生1,362人。
本社区是哈马斯的一处长期据点。
2014年7月20日，在保护边缘行动中，以色列国防军发现了哈马斯在该地的军事堡垒。

## 经济
加沙最大服装和家居用品的专业的市场是在本社区。

## 著名居民
- 艾哈迈德·贾巴里，前哈马斯二号人物，2012年11月14日被以色列定点清除。
- 哈利勒·哈亞，哈马斯籍巴勒斯坦立法委員兼其政治局副主席。
- 里法特·阿里尔，作家，2023年12月6日死於以色列空襲。